# Matanza (kommun)
Matanza är en kommun i Spanien.   Den ligger i provinsen Provincia de León och regionen Kastilien och Leon, i den norra delen av landet, 250 km nordväst om huvudstaden Madrid. Antalet invånare är 232. Arean är 54 kvadratkilometer. Matanza gränsar till Castilfalé, Villabraz, Matadeón de los Oteros, Valverde-Enrique, Mayorga och Izagre. 
Terrängen i Matanza är platt.